# Saint-Denis-sur-Sarthon
Saint-Denis-sur-Sarthon é uma comuna francesa na região administrativa da Normandia, no departamento Orne. Estende-se por uma área de 13,87 km². Em 2010 a comuna tinha 1 139 habitantes (densidade: 82,1 hab./km²).